# Alvin Scott McCoy
Alvin Scott McCoy (Chentey, Kansas, 14 de julio de 1903 - 1984) fue un periodista estadounidense, colaborador del "The Kansas City Star" y ganador del premio Pulitzer al mejor reportaje en 1954 por la investigación de una destacada serie de artículos que llevaron al candidato del Partido Republicano C. Wesley Roberts a renunciar a su cargo.

## Biografía
Alvin Scott McCoy nace el 14 de julio de 1903, en Cheney, Ks.
En 1925 se gradúa de la Universidad de Kansas en Lawrence, con especialización en química.
Después de dos años en la agencia Ford de Dodge City, Kansas; Scott McCoy decide viajar 
por el mundo (1928-1929) y tiempo después consigue su primer empleo como reportero en el diario de la Evening Eagle de Wichita, Kansas.
Tras dieciocho meses en el Evening Eagle y en el Wichita ‘’Morning Eagle’’. En noviembre de 1930, se incorpora al  Kansas City Star  como periodista de asignaciones generales.
McCoy se destacó como corresponsal estrella en la Guerra del Pacífico en 1945.
Un año después, continúo trabajando para el mismo diario cubriendo noticias y creando reportajes de investigación en temas referentes a políticas de estado, legislatura y noticias generales; así como historias científicas.
En 1954 ganó el Premio Pulitzer al mejor reportaje local por la presentación de una serie de informes y artículos exclusivos que llevarían a C. Wesley Roberts a dimitir de su cargo como Presidente Nacional del Partido Republicano. Acusado de cobrar una comisión de diez mil dólares por la venta de un hospital de Kansas, posesión del Estado.

## Distinciones
- Presidente de la William Allen White Foundation en la escuela de periodismo de la [Universidad de Kansas].
- Miembro de la asociación de dotación de la Universidad de Kansas.
- Miembro de la comisión de investigación de la Asociación de Juntas Escolares de Kansas.